# سيدا بورغيتي
ماريا أبارسيدا بورغيتي المعروفة باسم سيدا بورغيتي هي مديرة عامة برازيلية وسيدة أعمال وسياسية، عملت حاكمة لولاية بارانا من 6 أبريل 2018 حتى 1 يناير 2019، وهي أول امرأة تشغل هذا المنصب.

## الحياة الشخصية
بورغيتي هي ابنة إيريس آنا بورغيتي وسيفيرينو إيفو بورغيتي. وهي متزوجة من وزير الصحة ريكاردو باروس، وأنجبت منه ابنة هي ماريا فيكتوريا باروس، التي تم انتخابها نائبة عن الولاية في انتخابات 2014. ازعج حفل زفاف ماريا في عام 2017 من قبل المتظاهرين الذين غضبوا من موقفها السياسي. كانت بورغيتي وزوجها هناك وكان لابد من حماية العروس من البيض الملقى.